# هیروکی واکی
هیروکی واکی (انگلیسی: Hiroki Waki؛ زادهٔ ۲۰ فوریهٔ ۱۹۹۳) بازیکن فوتبال اهل ژاپن است.